# محمد الجوهری حنفی
محمد الجوهری حنفی (انگلیسی: Mohamed El-Gohary Hanafy؛ زادهٔ ۲۶ ژانویهٔ ۱۹۵۵) بازیکن بسکتبال اهل مصر بود.